# Kriech-Nelkenwurz
Die Kriech-Nelkenwurz (Geum reptans), auch Kriechende Nelkenwurz, Gletscher-Nelkenwurz oder Gletscher-Petersbart genannt, ist eine Pflanzenart aus der Gattung der Nelkenwurzen (Geum) und der Familie der Rosengewächse (Rosaceae).

## Beschreibung

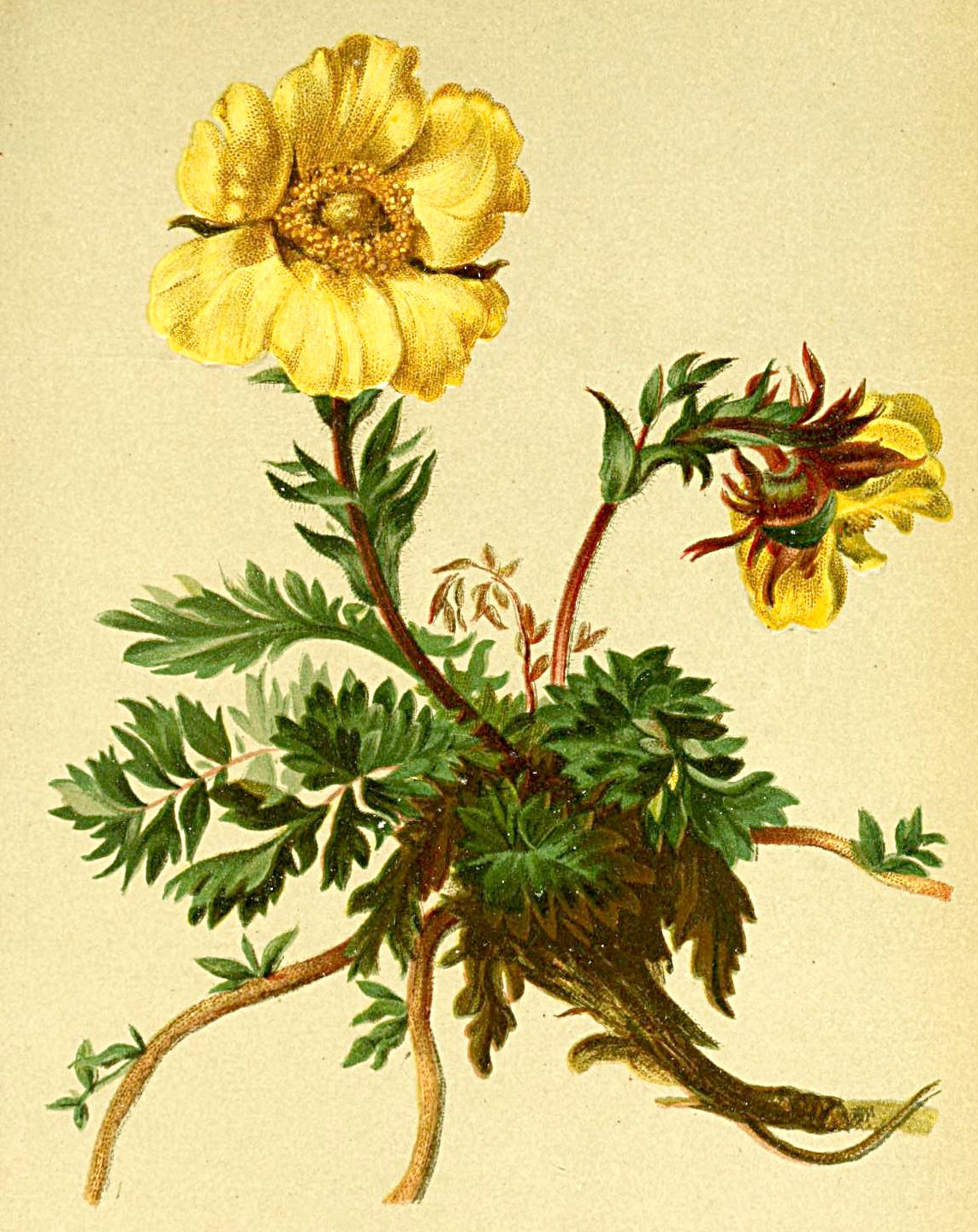
Illustration

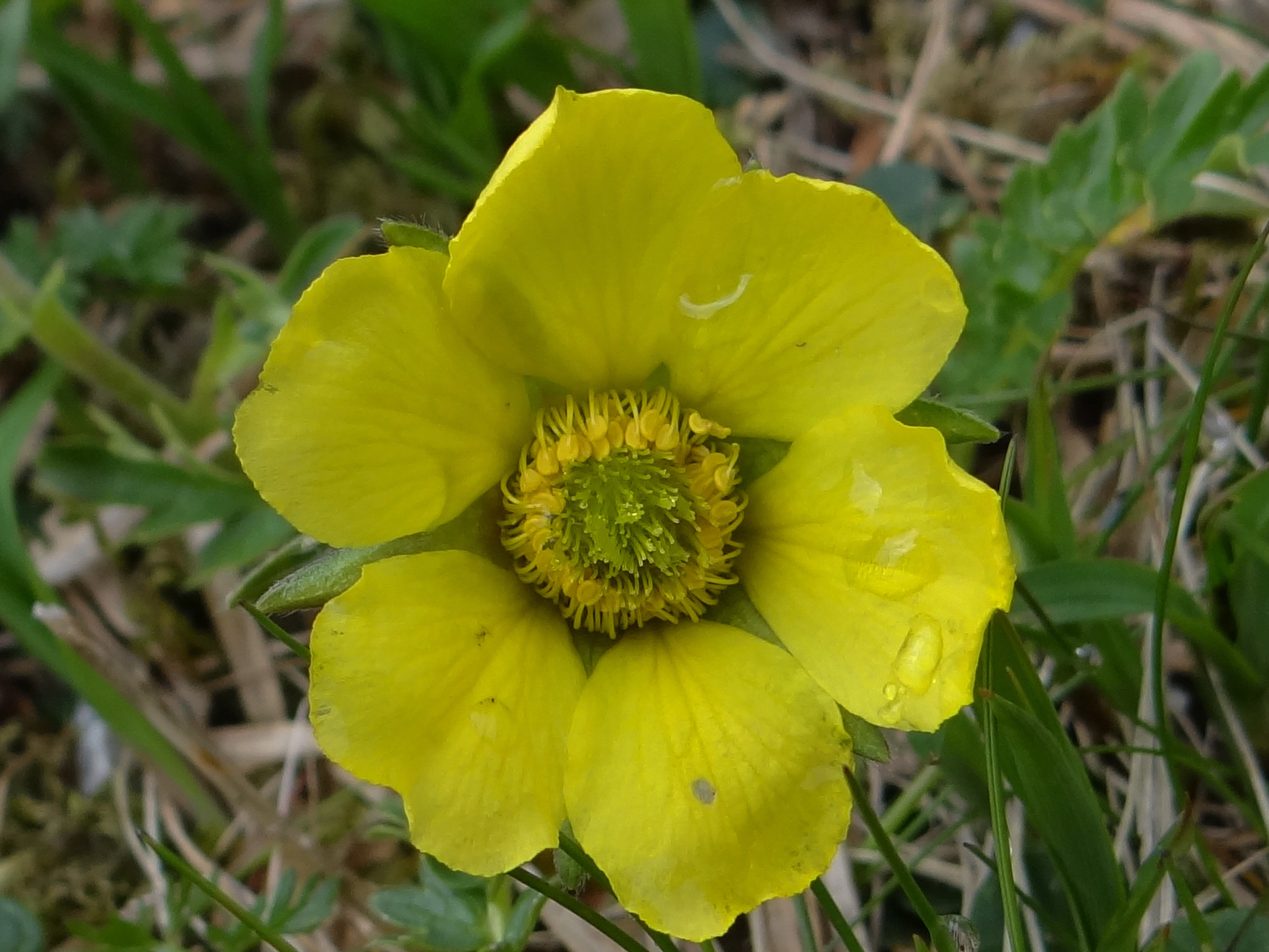
Blüte

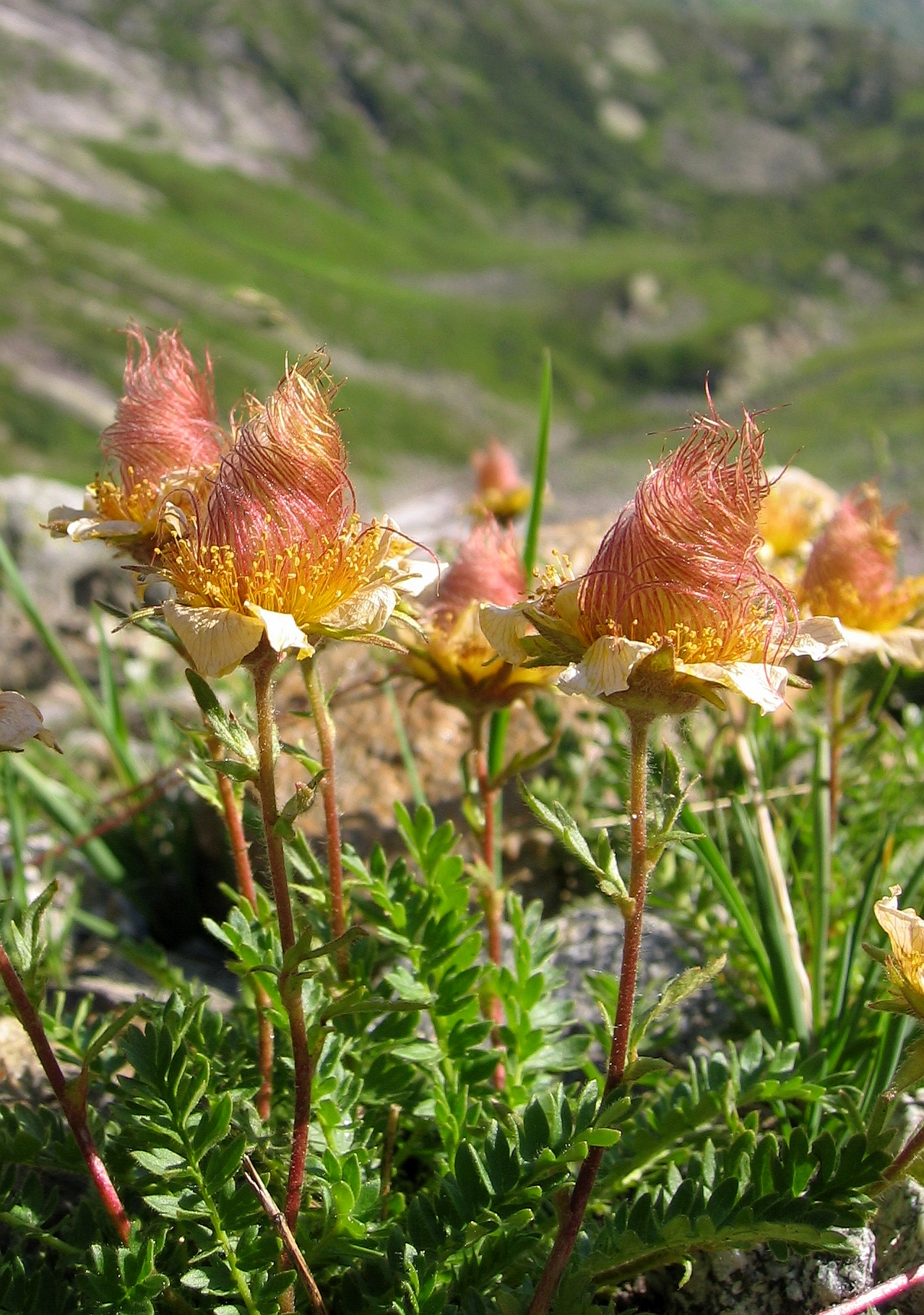
Kriech-Nelkenwurz (Geum reptans), fruchtend

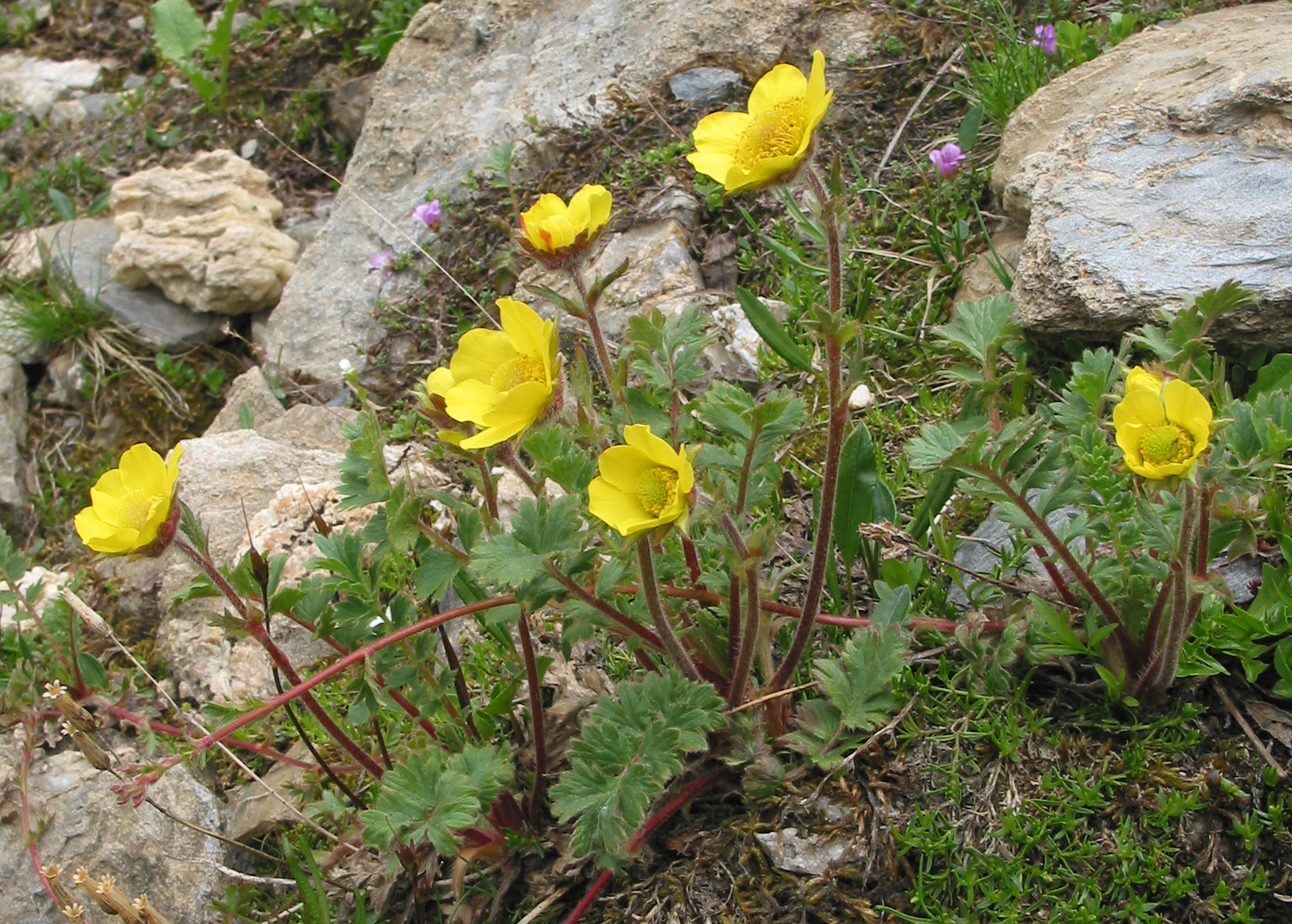
Habitus

### Vegetative Merkmale
Die Kriech-Nelkenwurz wächst als ausdauernde krautige Pflanze, die zur Blütezeit Wuchshöhen von 5 bis 10 Zentimeter und zur Fruchtzeit von bis zu 30 cm erreicht. Sie besitzt ein kräftiges Rhizom und bis zu 1 Meter lange Ausläufer. Die Rosettenblätter sind unterbrochen gefiedert mit meist drei- bis fünfteiligen Teilblättern. Die Stängelblätter sind kleiner und fiederteilig. Das Endblättchen der Grundblätter ist kaum größer als die anderen Teilblättchen. Die Teilblättchen sind grob gezähnt oder ganzrandig und stehen ziemlich dicht. Die Blätter sind auf der Oberseite spärlich mit einfachen, aber zahlreichen kurzen Drüsenhaaren besetzt. Auf der Unterseite und am Rand besitzen sie zahlreiche einfache und zahlreiche Drüsenhaare. Die Nebenblätter sind der ganzen Länge nach mit dem Blattstiel zu einer Scheide verwachsen.

### Generative Merkmale
Die bis 4 cm großen Blüten befinden sich an einem einblütigen Blütenstand. Sie wachsen während des Blühens noch weiter. Der Außenkelch besteht aus 5 lineal-lanzettlichen Blättern. Die 5 Kelchblätter sind doppelt so lang wie der Außenkelch und verlängern sich noch während der Blütezeit. Sie sind behaart und rotbraun. Die fünf (bis 10) Kronblätter sind rundlich elliptisch, deutlich länger als breit und gelb. Der Griffel ist nicht gegliedert und verbleibt bis zur Reife an der Frucht, die  eine seidig behaarte Fruchtperücke aufweist, ähnlich wie Silberwurz und Küchenschelle, daher auch der Name Petersbart. Die zottig behaarten Griffel sind anfangs schraubig gedreht, strecken sich, werden bis 3 Zentimeter lang und sind rotbraun. Die Blütezeit reicht von Juli bis August.
Die Art hat die Chromosomenzahl 2n = 42.

## Ökologie
Die bis 1 m langen Ausläufer der Kriech-Nelkenwurz sind an den leicht beweglichen Untergrund ihres Standortes angepasst; sie sorgen für die vegetative Vermehrung der Pflanze, sie wirken aber zugleich als Bodenfestiger. Die Früchte reifen noch über der Schneegrenze; die Art gehört also zu den wenigen echten Nivalpflanzen.
Die Art ist für Wildpflanzengärten zu empfehlen.

## Vorkommen
Die meist kalkmeidende Pflanze ist ein Pionier auf Moränen und bevorzugt feuchten Felsschuttflure, Bachalluvionen. Wächst selten direkt auf Fels. In Österreich kommt die Kriech-Nelkenwurz in der alpinen Höhenstufe (etwa 2000 bis 3.800 m) zerstreut in den Bundesländern Steiermark, Kärnten, Salzburg, Tirol und Vorarlberg vor. Im Allgäu und Umgebung wächst sie zwischen 1850 m bei der Hinteren Wildenalpe in Vorarlberg und 2600 m am Hohen Licht. Sie steigt in Graubünden am Piz Güglia bis 3260 Meter, am Piz Platta bis 3280 Meter, im Tessin am Basodino bis 3150 Meter, am Matterhorn im Kanton Wallis und an der Grivola in den Grajischen Alpen bis 3800 Meter Meereshöhe auf.
Die ökologischen Zeigerwerte nach Landolt & al. 2010 sind in der Schweiz: Feuchtezahl F = 3 (mäßig feucht), Lichtzahl L = 5 (sehr hell), Reaktionszahl R = 2 (sauer), Temperaturzahl T = 1 (alpin und nival), Nährstoffzahl N = 2 (nährstoffarm), Kontinentalitätszahl K = 2 (subozeanisch).
Die Kriech-Nelkenwurz ist ein Spezialist für Schutthalden (Schuttwanderer). Als Schutz gegen Steinschlag dienen die abgestorbenen Blattbasen, die erhalten bleiben und wie ein Kissen die inneren, lebenden Teile vor Verletzung schützen. Die Kriech-Nelkenwurz ist in Mitteleuropa eine Charakterart des Oxyrietum digynae und ist überregional eine Charakterart des Verbands Androsacion alpinae, der zur Klasse der Thlaspietea rotundifolii gehört.

## Taxonomie
Ein Synonym für Geum reptans L. ist Sieversia reptans (L.) Spreng. Der Gattungsname Sieversia ehrt den deutsch-russischen Apotheker und Botaniker Johann August Carl Sievers (1762–1795).